# Arthur Martin
Arthur Martin, nombre de nacimiento: Arthur de la Vega Arzeno, (Rivera, 11 de marzo de 1950 - Montevideo, 28 de abril de 2020) fue un disc-jockey, productor, presentador y locutor uruguayo.

## Biografía
En 1973 ganó un concurso nacional de disc-jockey. Ocupación en la que fue destacado, llenando salas y locales de bailes en los 70, 80 y 90 en todo el Uruguay. Organizador del mayor baile y concurso Tras los pasos de Travolta en el Club Banco República ( 76/77 auspiciado por Berch Rupenian en Radio y diario El País
Fue también voz de emisoras como Radio Carve, El Espectador y Radio Oriental.
Desde 1983 fue la voz de Canal 4 por más de veinte años. Tradujo  la ceremonia de los Premios Óscar muchos años.
Cada 24 de agosto estuvo al frente de multitudinarias fiestas de la Noche de la nostalgia. 
Falleció el 28 de abril de 2020 a los 70 años.

«Poder hacer radio es algo que lo llevo en el alma»
Arthur Martin, agosto de 2018.